# Management consulting
Management consulting dækker over rådgivning af virksomheder, indenfor snart sagt alle discipliner. Konsulentfirmaerne henvender sig typisk til den øverste ledelse, og tager gerne udgangspunkt i at analysere eksisterende problemstillinger og udfordringer. Fordi konsulenthusene har en bred kontaktflade, hævder de som regel en god forståelse af 'best practice' og sætter en ære i at være uafhængige rådgivere.
Eksempler på større firmaer i Danmark, der tilbyder management consulting:
- Rambøll
- PwC
- Deloitte
- Ernst & Young
- KPMG
- IBM
- McKinsey
- Mannaz
- Implement Consulting Group
- Capgemini
- Grontmij Carl Bro